# Experience (flumpoolのアルバム)
『experience』（エクスペリエンス）は、flumpoolの3枚目のオリジナルアルバム。2012年12月12日にA-Sketchから発売された。

## 解説
「どんな未来にも愛はある/Touch」以降のシングル収録曲をしているが、「Present」は未収録となっている。自身初の3万枚限定での「コレクターズ・エディション」盤を含む3種リリースとなっている。
初回限定盤には共通で6月24日に行われたflumpool 5th tour 2012「Because... I am」の神奈川県民ホールライブが収録されているが、収録時間が異なり、コレクターズ・エディションはフルサイズでの収録となっている。

## 収録曲
（全作詞：山村隆太、作曲：阪井一生、編曲：玉井健二、百田留衣（特記以外））
1. どんな未来にも愛はある
  - 6thシングル1曲目収録
  - 『Mobage』CMソング
2. Answer
  - TBS系木曜ドラマ9『レジデント〜5人の研修医』主題歌
  - 9thシングル収録
3. イイじゃない?
4. Across the Times
5. プレミアム・ガール
6. Sprechchor
7. Because... I am
  - 8thシングル収録
  - シャープ『au AQUOSPHONE CL IS17SH」TVCMソング』
  - 日本テレビ系 「スッキリ!!」7月テーマソング
8. 証
  - 7thシングル1曲目収録
  - 第78回NHK全国学校音楽コンクール・中学校の部課題曲
9. Natural Venus
10. 傘の下で君は…
11. 覚醒アイデンティティ
作曲：阪井一生、百田留衣
  - 7thシングル2曲目収録。
  - 日本テレビ系・J SPORTS 『ラグビーワールドカップ』番組イメージソング
12. The great escape
13. Touch
  - 6枚目シングル2曲目収録　
  - シャープ『au AQUOS PHONE IS11SH』TV CMソング
14. 36℃
作曲：山村隆太
  - メジャーデビュー後初の、山村作詞作曲のナンバー。
  - PVも制作されている。